# Hermann Westermann (Bischof)
Hermann Westermann SVD (* 24. April 1905 in Werne, Provinz Westfalen; † 23. Oktober 1985 in Münster, Nordrhein-Westfalen) war ein römisch-katholischer Bischof.

## Biografie

### Frühe Jahre und Priesterweihe
Westermann wuchs als Sohn eines Bergmanns in einfachen Verhältnissen am Rande des Ruhrgebietes auf. Er war das älteste Kind der Familie und besuchte die Rektoratsschule in Werne. Seinem Onkel Heinrich Rohling, der als Steyler Missionar in Argentinien tätig war, nacheifernd, besuchte Westermann ab 1920 das Missionsgymnasium St. Xaver in Bad Driburg. Später wechselte er auf das St. Michael-Gymnasium in Steyl und bestand 1925 am Gymnasium Thomaeum in Kempen das Abitur. Noch im August desselben Jahres trat er in Sankt Augustin der Ordensgemeinschaft der Steyler Missionare bei. 1927 legte Westermann seine Erstprofeß ab und begann Philosophie zu studieren. 1928 gelangte er durch einen von seinem Orden betriebenen Studentenaustausch in die Vereinigten Staaten, um sich dort in Techny, Illinois dem weiteren Studium zu widmen. Am 22. Mai 1932 empfing er in der Hauskapelle des Minor-Seminary in Chicago die Priesterweihe. Am 10. Juli folgte seine Heimatprimiz. Da er als Steyler Missionar in Indien tätig werden sollte, reiste er am 22. November 1932 von Genua aus dorthin. Die Steyler Missionare hatten zu diesem Zeitpunkt gerade das zentralindische Missionsgebiet Indore von den französischen Kapuzinern übernommen.

### Missionsarbeit in Indien
Sein erstes Aufgabenfeld wurde die Station Khurda-Mariapur. Da sich Westermann dort jedoch nicht ausgelastet fühlte, besuchte er mit einem Motorrad zusätzlich das Nimar-Gebiet und versuchte, den Menschen dort den christlichen Glauben näherzubringen. Im Jahr 1936 wurde er in den Rat der Region aufgenommen. Drei Jahre später wurde er zum Pro-Präfekten. Während des
Zweiten Weltkrieges wurde Westermann für 13 Monate interniert, unter anderem in Ahmednagar, Deoli und in Dehradun am Himalaya interniert. Westermann nutzte die Zeit und widmete sich dem Studium des Sanskrit. In den Folgejahren veröffentlichte er mehrere kirchliche Bücher darin.
Am 29. Juni 1948 wurde Westermann neuer Apostolischer Präfekt der Apostolischen Präfektur Indore. Er folgte damit dem Steyler Missionar Peter Janser nach, der diese Aufgabe von 1935 bis 1945 versah. Mitte Juni 1951 wurde Westermann in das neue Steyler Missionsgebiet Sambalpur versetzt und wurde dort Bischof. Die Bischofsweihe erfolgte am 29. Juli 1951 aufgrund eines Heimaturlaubes in Sankt Augustin. Nun als Bischof spendete Westermann sogleich am 26. August 1951 erstmals 39 Mitbrüdern in Sankt Augustin das Sakrament der Priesterweihe. Am 12. Dezember des Jahres reiste er dann von Rom aus nach Sambalpur. Dort angekommen unternahm er eine Rundreise durch das Missionsgebiet, besuchte alle Hauptstationen und zahlreiche Nebenstationen und versuchte so sich einen Überblick zu verschaffen.
Da es zu Beginn seiner Missionstätigkeit nur sehr wenige Christen im Bistum gab, und diese von einer entfernt liegenden Station betreut wurden, wurde Kalunga der vorläufige Aufenthaltsort des Bischofs. Kalunga war nämlich mit der Eisenbahn leicht zu erreichen. Er versuchte die Menschen seines Missionsgebietes in seinen Plan miteinzubeziehen und setzte sich für die Errichtung von Schulen und bessere medizinische Zustände ein. Auch sah er seine wichtigste Aufgabe als Bischof darin, die Christen in seinem Bistum dazu zu befähigen, selbst Glaubensboten unter ihren Landleuten zu werden. Ein weiterer Erfolg seiner Arbeit war die Priesterweihe eines aus dem Bistum Sambalpur hervorgegangenen Steyler Missionar, dem er am 4. Oktober 1959 die Priesterweihe spendete. Als aufgrund reicher Erzvorkommen Rourkela zu einer modernen Stahlstadt wurde und sich so zum neuen Mittelpunkt der Region entwickelte, verlagerte sich der Schwerpunkt der Bistumsarbeit dorthin. Auch Westermann zog nach Rourkela und war dort ab 1966 ansässig.

### Rückkehr nach Deutschland und Lebensende
1974 trat Westermann aus Altersgründen von seinem Amt als Bischof zurück. Am 18. Mai 1974 weihte er seinen indischen Mitbruder und Generalrat in Rom, Raphael Cheenath, zu seinem Nachfolger als Bischof. Am 25. Mai kehrte Westermann nach Deutschland zurück und ließ sich in Münster in Westfalen nieder und bezog dort eine einfache Mietwohnung. In seiner Heimat nahm er nun die Aufgaben eines Weihbischofs war und hielt bis März 1980 noch Missionssonntage und einzelne Missionspredigten. Danach widmete er sich der Missionsförderung, kümmerte sich also um die Bereitstellung von Mitteln für die Mission im Allgemeinen. Im Speziellen blieben ihm jedoch die Mägde Mariens (Handmaids of Mary) ein persönliches Anliegen. In seiner Zeit als Bischof hatte er diese Schwesternkongregation nach seiner Übersiedlung nach Rourkela stark unterstützt und gefördert. So hatte er versucht, den Schwestern eine fundierte Ausbildung zu ermöglichen, um sie so besser für die Belange vor Ort vorzubereiten und damit für bessere soziale Bedingungen zu sorgen.
1976 wurden Westermann von seiner Heimatstadt Werne die Ehrenbürgerschaft verliehen. Am 23. Oktober 1985 starb er im St. Franziskus-Hospital Münster. Er ist auf dem Friedhof in Sankt Arnold bei Rheine beerdigt.

### Nachwirken
Die Stadt Werne übernahm 1980 die Patenschaft für das von Bischof Westermann in Rourkela gegründete Sozialzentrum und fördert es seitdem mit einem jährlichen finanziellen Zuschuss. Des Weiteren wurde nach seinem Tod die „Bischof Westermann-Stiftung“ zu Gunsten der Mägde Mariens in Sundargarh im Bistum Rourkela gegründet. Die Gründung der Stiftung hatte Westermann in seinem Testament festgelegt und stellte hierfür auch aus eigenen Mitteln einen Betrag zur Verfügung.